# Nana veszprémi püspök
Nana vagy Nána, Calanda, Kalanda (12. század) magyar katolikus főpap.

## Élete
1121 és 1131(?) között töltötte be a veszprémi püspöki tisztet. 1121-ben veszprémi püspökként felszentelte az Atyusz nemzetség Almád (Zala vármegye) nemzetségi monostorát, s a király parancsára két példányban megíratta a bencés apátság alapítólevelét. 1132-ben Martyrius követi a püspöki székben.
A Magyar Archontológiában csak 1131-ben szerepel a veszprémi egyházmegye élén. Mendlik Ágoston művében, a IX. Pius római pápa és a magyar püspöki kar, vagyis főpapok és egyháznagyok életrajzgyűjteményében (Pécs, 1864) 1123-ban Ambrus szerepel.